# Lochium Funis
Lochium Funis, la cuerda y la línea, es una constelación menor creada por Johann Elert Bode que aparece por primera y única vez en su atlas estelar de 1801. Sus estrellas, en su mayoría de quinta magintud, se encontraban cercanas a las de la actual Pyxis, la brújula. Lochium Funis representa una cuerda náutica y la línea de registro utilizada para medir la distancia recorrida en el mar, es por ello su cercanía tanto a Pyxis como al Navío Argos.